# Povijest Mađarske

Povijest Mađarske prati povijest prostora Panonske nizine i okolnih područja od doseljenja Mađara do danas.

## Doseljenje Mađara
Mađari (na hrvatskom su se nekad nazivali i „Ugri“) narod su ugrofinskog podrijetla, a u Panonsku nizinu došli su pod vodstvom Arpada iz područja Dnjepra i Dona potkraj 9. stoljeća. Općenito se drži da su bili nomadski narod nesigurne izvorne postojbine koji je bio ustrojen u obliku konfederacije sedam mađarskih i tri kazarska plemena. Pretpostavlja se da ime „Ugri“ dolazi od turske riječi „onogur“ što znači „deset strijela“, označavalo bi združenu vojnu snagu u nomadskoj simbolici. 896. godine naselili su se u Transilvaniji, odakle su prešli u Panonsku nizinu i područje današnje Mađarske. S vremenom su se proširili i na današnje Gradišće i južnu Slovačku, a nakon poraza u bitki na Leškom 955. konačno su se smjestili u Panonskoj nizini, gdje su se pomiješali sa zatečenim Slavenima, Avarima, Dačanima (Rumunjima) i drugim narodima koji su u to vrijeme živjeli na ovome prostoru.
U tim je osvajanjima Mađare vodio Arpad (mađ. Árpád), kojega kasniji izvori pisani po nalogu Arpadovića predstavljaju kao jedinoga i vrhovnoga vođu ugarskih plemena prilikom osvajanja ovoga područja u 9. stoljeću. Nakon Arpada područjem su vladali različiti plemenski vođe. Gejza (971. – 997.), knez (mađ. fejedelem) iz doma Arpadovića koji je bio vođa plemenâ u današnjoj zapadnoj Mađarskoj naumio je uključiti svoje područje u krug kršćanske Europe, te izgraditi državu po europskom modelu. Stoga je utemeljio i dinastiju imenujući svoga sina Vajka svojim nasljednikom, što se protivilo dotadašnjoj tradiciji prenošenja vlasti na najstarijeg člana vladajuće obitelji.
O najvećem dijelu rane mađarske povijesti svjedoče ljetopisi koji sadrže stare legende i izvješća o Hunima, Mađarima i o Ugarskom Kraljevstvu:
- Anonymi Gesta Hungarorum (Anonimni spis Djela Mađara), što ih je napisao Magister P. oko 1200.;
- Gesta Hunnorum et Hungarorum ili Gesta Hungarorum II. (Djela Huna i Mađara ili samo Djela Mađara), što ih je napisao Šimun iz Kéze krajem 13. stoljeća;
- Chronicon Pictum (Oslikani ljetopis) s kraja 14. stoljeća;
- Ljetopis Mađara, što ga je napisao Ivan Turočki 1480-ih.

## Srednjovjekovno Ugarsko Kraljevstvo (1000. – 1526.)
Tek potkraj 10. stoljeća organizirali su se u državu i prešli na kršćanstvo. Prvi mađarski kralj bio je Vajk, koji će uzeti ime Stjepan I. (mađ. Ištvan), a okrunjen je u prosincu 1000. godine. Do 1006. on je uspio utvrditi svoju vlast uklonivši sve suparnike, od kojih su neki htjeli obnoviti poganske običaje, a drugi se htjeli osloniti na Bizantsko Carstvo. Otada je započeo reforme kako bi pretvorio Ugarsku u feudalnu državu zapadnoga tipa, što je pratilo i prisilno pokrštavanje.
Iz toga je nastalo snažno kraljevstvo koje je uspijevalo izdržati navale njemačkih kraljeva i careva, kao i nomadskih naroda koji su slijedili Mađare s istoka. Dio ovih nomada asimiliran je među Mađare, a skupine Nijemaca naseljene su u Transilvaniju i dijelove današnje Slovačke, posebice nakon 1242. Kralj Ladislav I. osvaja 1090. godine Slavoniju, a nakon borbi s Petrom Svačićem i previranja u Hrvatskoj, Koloman uzima 1102. i naslov kralja Hrvatske i Dalmacije. Premda se isprava Pacta conventa koja govori o personalnoj uniji između Ugarske i Hrvatske, među povjesničarima danas općenito drži kasnosrednjovjekovnom krivotvorinom, Hrvatska i Dalmacija ipak nisu poput ostalih zemalja asimilirane u Ugarsku, nego su uvijek zadržale svoju posebnost, dok je Slavonija nekad upravljana izravno iz Ugarske, a nekad kao sastavni dio hrvatsko-slavonsko-dalmatinskog kraljevstva. Od ovoga razdoblja područje Ugarske i Hrvatske (sa Slavonijom i Dalmacijom) u hrvatskoj se historiografiji naziva Hrvatsko-Ugarsko Kraljevstvo. 1222. kralj Andrija II. (u Hrvatskoj vladao kao Andrija I.) nakon pobune nižeg plemstva i znatno oslabljen donosi Zlatnu bulu kojom je ograničena kraljevska vlast, a zajamčena prava nižega plemstva.
Prva velika kriza ovoga kraljevstva nastupila je 1241. – 1242. u doba mongolskih osvajanja kad je kralj bio Bela IV. (u Hrvatskoj vladao kao Bela III.). Nakon poraza ugarske vojske u bitci kod Muhija, kralj je pobjegao prema jugu, preko Zagreba do Trogira, a veliki dio stanovništva stradao je, nakon čega je pozvano stanovništvo okolnih zemalja kako bi napučilo opustošena područja. Vidjelo se za mongolske provale da su navalama mogli odoljeti samo utvrđeni gradovi, pa je kralj Bela naložio izgradnju utvrda koje su trebalo poslužiti za obranu od Mongola, no kasnije će se pokazati korisnima u obrani od Turaka. Iz toga je razdoblja i Zlatna bula Bele IV. kojom je zagrebački Gradec postao slobodan kraljevski grad. Troškovi izgradnje utvrda prisilili su kralja da se zaduži kod plemića, pa je kraljevstva moć što ju je Bela uspio privremeno obnoviti ponovno oslabila.
Arpadovići su vladali Hrvatsko-Ugarskim Kraljevstvom do 1301. godine, kad je muška linija dinastije izumrla s posljednjim kraljem iz ove dinastije, Andrijom III. Mlečaninom. Naslijedio ga je Karlo I. Robert kao de iure kralj Hrvatske i Ugarske, a s njime započinje i razdoblje vlasti dinastije Anžuvinaca. Njegov najstariji sin Ludovik I. Veliki (1342. – 1382. proširio je teritorij Ugarske sve do Crnog mora, a jedno je vrijeme vladao i Napuljskim Kraljevstvom. Od 1370., kad je umro Kazimir III. Veliki, postao je i kralj Poljske. Od tada do 1384. trajala je personalna unija Ugarske i Poljske. Može se reći da je u 14. stoljeću Ugarsko Kraljevstvo doživjelo svoj vrhunac. Ludovik za sobom ostavlja kćeri Mariju i Jadwigu, od kojih prva nasljeđuje hrvatsko-ugarsko prijestolje, a drugu poljsko plemstvo bira za poljsku kraljicu. Nastupa vrijeme dinastijskih borbi, a kraljevstvo je dodatno oslabljeno neslaganjem kraljice Marije i njezina muža Žigmunda Luksemburškog. Uz njega, pravo na prijestolje polagao je Tvrtko I. Kotromanić, bosanski kralj, te Karlo II. Drački. Konačno na prijestolju od 1387. ostaju kao suvladarai Marija i Žigmund koji je od 1433. bio i car Svetog Rimskog Carstvaa kao kralj vladao je i Češkom. U vrijeme Žigmundove vlasti Ugarska je pobijeđena u bitki kod Nikopolja protiv Turaka 1396. Godine 1409. Žigmundov takmac u borbi za prijestolje Ladislav Napuljski prodaje Dalmaciju Mletačkoj Republici za 100.000 zlatnika (Ladislav je predao u posjed Veneciji ono što je u Dalmaciji držao: Zadar s okolicom, Pag, Novigrad i Vranu). Usto, u Češkoj - koja nije bila dio Mađarske, ali je njome Žigmund vladao - bila je Žigmundova vlast poljuljana husitskom pobunom, a u Transilvaniji seljačkim ustankom.
Od 1440.  Hrvatsko-Ugarskim Kraljevstvom vlada litavsko-poljska loza Jagelovića. O 1444. do 1490. kad vladaju Habsburgovac Ladislav V. Postum, te potom Matija Korvin; potom ponovo Jagelovići do 1526.
Matija Korvin je zapravo  zadnji veliki hrvatsko-ugarski kralj; on je vladao od 1458. do 1490. Bio je sin plemića i vojskovođe Janka Hunjadija čija je ideja bila da se Ugarsko Kraljevstvo može obraniti od Turaka samo ako ima snažno zaleđe. Stoga je Matija počeo graditi snažno carstvo, šireći granice prema jugu i sjeverozapadu, osvojivši čak 1485. i Beč. Istovremeno je provodio i unutarnje reforme, a u kraljevstvu se širila najviša kultura i umjetnost renesanse. Nakon smrti naslijedio ga je opet Jagelović, Vladislav II. Plemstvo tada ponovno jača, a kraljeva je središnja vlast sve slabija. 1493. hrvatsko se plemstvo u krbavskoj bitci nastoji bezuspješno oduprijeti Turcima. Dvije godine prije Vladislavove smrti, 1514., događa se pobuna panonskih i djelomično transilvanskih seljaka. Tako je kraljevstvo sasvim oslabilo što je povećalo opasnost od turskoga osvajanja. Za Vladislavova nasljednika, Ludovika II., 1521. pada Beograd, a1526. odigrala se presudna Mohačka bitka na kojoj je hrvatsko-ugarska vojska poražena, a život gubi i sam kralj. Time započinje stopedesetgodišnje razdoblje turske vladavine nad većim dijelom zemlje. Zapadni dijelovi zemlje dolaze pod vlast Hasburgovaca.
Kroz cijelo ovo razdoblje Ugarsko Kraljevstvo zadržalo je svoj stari ustroj utemeljen na slobodi plemstva, povlaštenim narodima poput Sasa, slobodnim kraljevskim gradovima i zasebnim saborima za Hrvatsku i Dalmaciju te Slavoniju.

## Novi vijek (1526. – 1740.)
██ Kraljevska Ugarska s Hrvatskom (pristala uz Ferdinanda I.)
██ Istočna Ugarska kojom je vladao Zapolja, a potom u vazalskom odnosu s Turskom
██ Neodlučena područja
██ Područja Hrvatske i Ugarske pripojena Osmanskom Carstvu
██ „Universitas Siculorum“ (područje Sekelja)
██ „Universitas Saxorum“ (područje Saksonaca)
Kroz oko 150 godina borbi s Turcima, Osmansko Carstvo osvojilo je velike dijelove Ugarskoga Kraljevstva i nastavilo svoje širenje sve do 1556. godine. Nakon Mohačke bitke 1526. uslijedilo je razdoblje općeg rasula i borbe za vlast. Podijeljeno plemstvo izabralo je dva različita vladara, Ivana Zapolju pretežito na istoku Ugarske i u Slavoniji, te Ferdinanda I. Habsburškog u zapadnim dijelovima Ugarske i u Hrvatskoj (vidi: Cetinski sabor). Došlo je do građanskog rata, što je dodatno oslabilo zemlju, a Turci 1541. osvajaju i Budim, čime je zemlja podijeljena na tri dijela. Sjeverozapadna Ugarska (današnja Slovačka), zapadni prekodunavski krajevi, Gradišće i sjeveroistok današnje Mađarske, te ostaci Hrvatske, bili su pod habsburškom vlašću. Otada, pa do kraja 17. stoljeća ovo će se područje nazivati Kraljevska Ugarska. Istočni dijelovi kraljevstva kojima je u početku vladao Ivan Zapolja, a posebice Transilvanija, postat će kneževina u vazalnom odnosu prema Osmanskom Carstvu. Konačno, središnji dio Ugarske zajedno s Budimom bio je uključen u Osmansko Carstvo i podijeljen na sandžake. Dijelovi Hrvatskoga Kraljevstva već su ranije bili izgubljeni te se nad njih odnosi naziv „Turska Hrvatska.“ Područja pod turskom vlašću napustila je većina građanstva i plemstva, a stanovništvu su nametnuti veliki porezi što je dovelo do iseljavanja. Mnoga su manja naselja nestala. Turke nije zanimao oblik kršćanstva kojemu su pripadali njihovi podanici, pa se među Mađarima, kamo nije dostizala habsburška protureformacija raširio kalvinizam. Istovremeno, u krajevima naseljenim Hrvatima snažno je djelovanje franjevaca koji zadržavaju katoličku vjeru u narodu.
U Hrvatskoj, Slavoniji i u kasnijem Banatu stvara se postupno Vojna krajina kao oblik zaštite protiv daljnjeg turskog nadiranja. U Kraljevskoj Ugarskoj Požun postaje novi glavni grad (1536. – 1784.), krunidbeni grad (1563. – 1830.) i sjedište zajedničkog Hrvatsko-ugarskog sabora (1536. – 1848.).
Između 1604. i 1711. redale su se pobune mađarskog i hrvatskog plemstva protiv habsburške vlasti, a u mađarskom dijelu kraljevstva bile su to i protukatoličke pobune. Među njima je i Zrinsko-frankopanska urota iz 1671. godine, potaknuta snažnom centralizacijom i apsolutističkim načinom vladanja Leopolda I., ali i sklapanjem sramotnoga Vašvarskoga mira nakon Prvog turskog rata iz (1663. – 1664.). Urota je propala, a Hrvatska je ostala bez dviju vodećih plemićkih obitelji. Posljednja pobuna bila je ona Franje II. Rákóczija iz 1711., koji je na kraju bio prisiljen pobjeći u Poljsku, potom u Francusku i konačno u Tursku, gdje je 1735. i umro. Kako bi spriječili buduće pobune, Habsburzi su porušili dobar dio utvrda koje su bile na nekadašnjoj granici prema Turskoj, a stanovništvu su dozvolili uporabu građevnog materijala iz tih utvrda.
1686. Austrija vodi kršćanske snage u novi rat protiv Turaka te osvaja Budim, a u sljedećih nekoliko godina i čitavu zemlju osim područja oko Temišvara. Hrvatskom dijelu kraljevstva tada je vraćena Slavonija i Lika, a Mletačkoj Republici unutrašnjost Dalmacije. Sljedeće godine (1699.) sklopljen je Karlovački mir kojim su ta osvajanja i potvrđena, a 1718. čitavo je područje Ugarske oslobođeno od osmanske vlasti. Već 1687. požunski je sabor priznao Habsburgovcima pravo nasljedne vlasti u Hrvatsko-Ugarskom Kraljevstvu, te nije više bio potreban izbor budućega kralja u saborima (hrvatskom i zajedničkom hrvatsko-ugarskom). Leopolda I. na prijestolju je tako 1705. naslijedio njegov sin, Josip I., car Svetog Rimskog Carstva, koji je vladao do 1711. Njegov brat Karlo VI. donosi 1713. Pragmatičku sankciju kojom se regulira nedjeljivost habsburških zemalja i nasljedno pravo, a glavna je značajka omogućavanje nasljedstva ženskom linijom. Hrvatski sabor već je prethodne godine, 9. ožujka 1712. donio Hrvatsku pragmatičku sankciju, kojom se na isti način određuje nasljeđivanje hrvatskoga prijestolja, a požunski sabor tu će sankciju prihvatiti tek 1723. Pragmatičku sankciju ipak neće priznati vodeće europske sile, pa će nakon Karlove smrti bez muškoga potomstva nastupiti Rat za austrijsko nasljedstvo.

## Ugarsko Kraljevstvo u 18. i 19. st.

### 1740. – 1780.
Kad je Marija Terezija 1740. naslijedila prijestolje, suočila se s opasnošću iz Pruske čiji je kralj bio Fridrik II. Veliki pod kojim je ova zemlja postala druga po snazi (nakon Austrije) među njemačkim krajevima i koji nije priznavao Pragmatičku sankciju iz 1713., te je napadom na Šlesku započeo Rat za austrijsko nasljedstvo koji je trajao do 1748. Marija Terezija bila je uvučena u niz ratova (Sedmogodišnji rat, Rat za bavarsko nasljedstvo i sl.). 1741. pojavila se pred Hrvatsko-ugarskim saborom držeći u naručju svoga novorođenoga sina i tražeći podršku ugarskoga plemstva što joj je i pošlo za rukom.
Već u vrijeme Karla VI., a onda i u doba Marije Terezije Ugarska je doživjela gospodarski pad uvjetovan stoljećima osmanske vlasti, pobunama i ratovima, čime je drastično smanjen i broj stanovnika. Stoga su Habsburzi počeli naseljavati opustošene krajeve stanovništvom iz ostalih područja, ponajprije Nijemcima, a onda i ostalim narodima. Tako se broj stanovnika između 1720. i 1787. utrostručio, a broj Mađara nije više dostizao ni polovicu ukupnoga broja. Sredinom 18. stoljeća gospodarstvo je bilo pretežno poljoprivredno i slabo razvijeno (90 % stanovništva bavilo se poljoprivredom), a plemstvo se nije pobrinulo oko uvođenja novih metoda u zemljoradnju i stočarstvo. Između 1767. i 1848. mnogi su kmetovi napustili svoje zemljoposjednike i postali slobodni težaci, jer nerazvijena industrija nije nudila dovoljno radnih mjesta.

### 1780. – 1848.
Josip II., koji je bio pod snažnim utjecajem prosvjetiteljstva, centralizirao je upravu cijelim carstvom te je njime upravljao uredbama kao apsolutistički vladar. Odbio je krunidbu za ugarskoga kralja, kako nebi potpao pod ugarske pravne običaje na koje je kralj tom prilikom prisezao. 1781. proglasio je Patent o toleranciji kojim su protestantima i pravoslavnima zajamčena sva građanska prava, a Židovima sloboda bogoslužja. Usto, uveo je njemački jezik kao službeni jezik u svim svojim zemljama umjesto latinskoga, a seljacima je dozvolio slobodu kretanja, ženidbe i da šalju djecu u izučavanje zanata. Ugarsko Kraljevstvo, Hrvatsko Kraljevstvo i Veliko Kneževstvo Transilvanije postale su samo jedno područje, pod jedinstvenom upravom, nazvano Zemlje Krune sv. Stjepana. Hrvatski sabor donio je 1790. odluku da se sva vlast u Hrvatskoj prenese na Ugarsko namjesničko vijeće. Time je personalna unija Ugarske i Hrvatske postala realnom unijom, želja je Hrvatskoga sabora bila da se na taj način Hrvati udruže s Mađarima u borbi protiv germanizacije. Pod utjecajem Francuske revolucije i kao otpor germanizaciji, dolazi u Ugarskoj do pokreta političkog i kulturnog preporoda.
Za vrijeme Napoleonskih ratova Ugarski se sabor čitavo desetljeće nije sastajao, no od 1820-ih započinje razdoblje reformi. Pritom je plemstvo nastojalo zadržati svoje povlastice (izuzeće od poreza, isključivo pravo glasa i sl.). Stoga je narodni pokret mogao dovesti samo do nacionalnih ciljeva, ali ne i onih društvenih i gospodarskih. Tako je uveden mađarski jezik u službenu uporabu umjesto latinskoga, što je pak izazvalo otpor ostalih naroda u kraljevstvu, osobito je to pospješilo razvoj slovačkoga narodnog preporoda i hrvatskoga narodnog preporoda.
1836. – 1840. u kraljevstvu je bilo 36–37 % Mađara (bez Hrvatske i Slavonije 48 %), a popis iz 1850. – 1851. donosi 45,4% Mađara.
Nakon 1840. proces reformi je zaustavljen, a Metternichov apsolutizam dovodi do širenja revolucionarnih ideja.

### 1848. – 1867.
15. ožujka 1848. u Pešti i Budimu održane su masovni protesti koji su mađarskim reformistima omogućili da objave svoj popis od „dvanaest zahtjeva“, kojima su se tražile veće građanske slobode i šira nacionalna, posebice gospodarska, samostalnost. Pod vodstvom Lajosa Kossutha i Lajosa Batthyányja zbačeni su Habsburgovci, a u Mađarskoj je osnovana republika. Nakon što je poražena revolucija u samoj Austriji, a na vlast došao Franjo Josip, započela je borba protiv Mađara, a Austrijancima su se u njoj pridružili i drugi narodi (Hrvati, Srbi, Slovaci, Rumunji i transilvanijski Nijemci, koji nisu htjeli prihvatiti mađarsku vlast. Hrvate je predvodio ban Josip Jelačić. Bilo je međutim i pripadnika tih naroda na mađarskoj strani kao ugarski Hrvati. Od pojedinaca, posebno se isticao Srbin Jovan Damjanić koji je zapovijedao 3. mađarskim korpusom.
U početku su mađarske snage počele pobjeđivati, no onda je Franjo Josip tražio pomoć ruskoga cara Nikole I., „žandara Europe“, te je njegova vojska napala Mađarsku. General Artúr Görgey predao se u kolovozu 1849., a Julius Freiherr von Haynau, austrijski vojskovođa, postao je upravitelj zemlje kroz sljedećih nekoliko mjeseci. 6. listopada zapovijedio je pogubljenje 13 vođa mađarske vojske kao i premijera Mađarske Republike Battyanyja, dok je Kossuth na vrijeme otišao u izbjeglištvo.
Kroz sljedeće godine Mađarska je bila podijeljena na pet okruga pod vojnom upravom, a upraviteljem Mađarske imenovan je nadvojvoda Albrecht von Habsburg. Hrvatska i Slavonija tada su sasvim odvojene od Mađarske.

### Dvojna monarhija
Zbog vanjskih i unutarnjih problema pred kojima se Franjo Josip našao, postalo je neizbježno preoblikovanje ustroja čitave Monarhije, kako bi se očuvalo njezino jedinstvo. Austrijsko-pruski rat s bitkama poput poput Viške bitke, i s konačnim porazom u Bitki kod Sadove iz srpnja 1866., prisilili su cara na reforme. Procijenjeno je da je najvažnije postići dogovor s Mađarima, te je postignut sporazum između bečkog dvora i Mađara koje je predvodio Franjo Dijak. Ovaj sporazum nazvan je Austro-ugarska nagodba. Tako je 1867. sklopljena Austro-ugarska nagodba kojom je stvorena dvojna monarhija, koja je međutim urodila nezadovoljstvom među ostalim narodima Monarhije, posebice Česima, koji su se pozivali na Češko državno pravo, ali i ostalim Slavenima. Ponovno je uspostavljeno ugarsko ustavno ustrojstvo, a Franjo Josip okrunjen je iste godine i za ugarskoga kralja krunom sv. Stjepana. Na toj krunidbi nije bilo izaslanika Hrvatskoga sabora, jer se Hrvati u tom trenutku nisu smatrali ugarskim podanicima (na krunidbi je bilo prisutno slavonsko izaslanstvo).
Car je od Mađara tražio da se sporazume s Hrvatima koji su se također pozivali na svoje Državno pravo, te je tako sljedeće godine, 1868., sklopljena i Hrvatsko-ugarska nagodba kojom Hrvati pristaju biti dijelom Zemalja krune sv. Stjepana, zadržavajući određenu autonomiju Trojedne Kraljevine Hrvatske, Slavonije i Dalmacije. S druge strane, Transilvanija je postala sastavnim dijelom Ugarske.
Austro-Ugarska podijeljena je na taj način na dvije države kojima su zajedničke ostale osoba vladara, vanjski poslovi, vojska i gospodarska politika. Prvi premijer Zemalja Krune sv. Stjepana bio je Gyula Andrássy. Utjecaj što su ga u Monarhiji sada dobili Mađari omogućio im je uspješno sprječavanje bilo kakvih promjena koje bi išle prema priznavanju težnji Čeha ili južnih Slavena za novim preuređivanjem zemlje u trijalističkom obliku (Nijemci – Mađari – Slaveni). Usto, snažna nastojanja oko mađarizacije u Ugarskoj, potakla su buđenje nacionalnoga otpora među Rumunjima, Srbima i Slovacima. Prema popisu iz 1910. u Ugarskoj, bez Hrvatske i Slavonije, 54 % stanovništva govorilo je mađarskim jezikom, 16 % rumunjskim jezikom, 11 % slovačkim, 10 % njemačkim.
Unatoč političkim problemima i nacionalnim trvenjima, ovo je bilo razdoblje intenzivnoga gospodarskog rasta, te je nekoć zaostalo Ugarsko Kraljevstvo početkom 20. stoljeća preraslo u modernu, industrijaliziranu zemlju, premda je poljoprivreda ostala dominantna gospodarska grana. Velik broj današnjih mađarskih ustanova, kao i administrativni ustroj potječu iz ovoga razdoblja.

## Mađarska Republika 1918. – 1919.
Pred kraj Prvog svjetskog rata, raspadom Austro-Ugarske, nastala je nova situacija i za Mađarsku. 28. listopada 1918. neovisnost je proglasila Čehoslovačka, čime je Mađarska ostala bez slovačkog dijela i potkarpatskog područja, 29. listopada Hrvatski sabor raskinuo je sve državno-pravne veze, kako s Austrijom, tako i s Mađarskom, a 31. listopada i sama je mađarska vlada prekinula uniju s Austrijom, čime je Austro-Ugarska i službeno prestala postojati, a Mađarska je 16. studenoga postala neovisna republika. Srpska i francuska vojska polovicom studenoga osvojile su Bačku, Banat, Srijem, Pečuh i Temišvar, a skupština koja nije odražavala pravi brojčani odnos pojedinih naroda proglašava 25. studenoga ujedinjenje Vojvodine sa Srbijom. 22. studenoga 1918. Rumunjsko središnje vijeće koje je okupljalo Rumunje u Transilvaniji javilo je mađarskoj vladi da je preuzelo vlast u Transilvaniji, a 1. prosinca iste godine u gradu Alba Iulia (mađ. Gyulafehérvár) proglašeno je sjedinjenje Transilvanije s Rumunjskim Kraljevstvom.
██ Rumunjska okupacija, travanj 1919.

██ Sovjetska Republika Mađarska (SRM)

██ Oslobođeno od strane SR Mađarske

██ Francuska i jugoslavenska kontrola
Baranjsko-Bajska Srpsko-Mađarska Republika (14. do 21. kolovoza 1921.)
Do veljače 1919. mađarska je vlada, zbog neuspjeha na unutarnjem i vojnom planu, izgubila podršku u narodu. Nakon što su sile Antante 21. ožujka zahtijevale dodatne teritorijalne ustupke od Mađarske, grof Mihály Károlyi daje ostavku, a na vlast dolazi Komunistička partija Mađarske na čelu s Bélom Kunom, te proglašava Mađarsku Sovjetsku Republiku. Komunisti su došli na vlast najviše zahvaljujući činjenici da su bili jedina organizirana borbena skupina koja je obećala povratak izgubljenih teritorija, oslanjajući se i na sovjetsku Crvenu armiju. Obećali su također jednakost i socijalnu pravdu. U početku su postigli zamjetne vojne uspjehe, izbacivši čehoslovačke jedinice iz spornih područja i proglasivši satelitsku Slovačku Sovjetsku Republiku. Namjeravali su napasti i rumunjsku vojsku u Transilvaniji. Na unutarnjem planu, nacionalizirali su industriju i trgovačka društva, te sproveli reforme u stanogradnji, prometu, bankarstvu, zdravstvu, kulturnim ustavnovama. Izvršili su i zemljišnu reformu koja se odnosila na sva zemljoposjedništva veća od 400.000 četvornih metara.
Ipak, podrška naroda komunističkoj vlasti bila je kratkotrajna, a nakon pokušanog puča, vlada je uvela strahovladu potpomognutu paravojnim formacijama. 590 ljudi poguljeno je bez suđenja. Zemljišna reforma oduzela je zemljišta plemićima, ali ih nije podijelila seljacima, a sovjetska Crvena armija nikad nije došla u pomoć sovjetskoj Mađarskoj. Premda komunistička mađarska vojska nije izgubila nijednu bitku, pod pritiskom Antante morala se povlačiti s teritorija. Sve je to dovelo do unutarnjeg nezadovoljstva. Na koncu je i prodiranje rumunjske vojske prisililo Bélu Kuna i njegove suradnike na bijeg u Austriju. Budimpešta je osvojena 6. kolovoza 1919. Tako je nakon samo 133 dana nestalo Mađarske Sovjetske Republike.
S druge strane organizirale su se kontrarevolucionarne, konzervativne snage pod vodstvom transilvanijskog plemića Istvána Bethlena i bivšeg vrhovnog zapovjednika austro-ugarske mornarice Miklósa Horthyja. Oni su počeli preuzimati vlast najprije na zapadu zemlje, a onda su se širili i na ostala područja, a mnogi su komunisti i ostali ljevičari pogubljeni bez suđenja. Tada su počela i progonstva Židova, koji su optuženi za vojne neuspjehe komunističke vlade u kojoj su i sami velikim dijelom sudjelovali. Rumunjska vojska u povlačenju je opustošila zemlju, a štete su bile tako velike da Pariška mirovna konferencija 1919. od Mađarske nije tražila plaćanje ratne štete Rumunjskoj. 16. studenoga Horty ulazi u Budimpeštu, a njegova vlada polako vraća sigurnost u zemlji, zaustavlja nasilje i uspostavlja vlast. U tom je razdoblju zatočeno na tisuće pristalica Károlyija i Kuna, a svi radikalni politički pokreti zabranjeni su.

## Mađarsko Kraljevstvo 1920. – 1944.

### Međuratno razdoblje
U siječnju 1920. održani su prvi izbori s općim pravom glasa za muškarce i žene u političkoj povijesti Mađarske. Samo glasovanje nije imalo puni demokratski legitimitet, jer je dio lijevih stranaka i pokreta bio zabranjen, a dio je bojkotirao izbore. U jednodomnom parlamentu desnica je imala ogromnu većinu. U ožujku je parlament i službeno poništio Austro-ugarsku nagodbu iz 1867., a u Mađarskoj je obnovljena monarhija, dok je izbor kralja odgođen do smirivanja prilika. Umjesto kralja izabran je namjesnik u osobi Miklósa Horthyja, s ovlastima imenovanja premijera, pravom veta na zakone, pravom sazivanja i raspuštanja parlamenta i vrhovnim zapovjedništvom nad oružanim snagama.
Nakon pregovora u Parizu, Mađarska je potpisala 4. lipnja 1920. bila prisiljena potpisati Trianonski sporazum kojim je ostala bez dvije trećine zemalja koje su joj pripadale u Autro-Ugarskoj. Gotovo trećina od ukupno 10 milijuna Mađara našla se u drugim zemljama. Osim Hrvatske i Slavonije koje su imale poseban status, Mađarska je ostala bez Prekmurja i Međimurja, te dijela Bačke i dijela Baranje koji su pripojeni Kraljevini SHS. Dio Banata priopao je također Kraljevini SHS, a drugi dio Rumunjskoj (Beograd je bio prisiljen ustupiti Rumunjskoj podrujčje oko Temišvara i povući se iz Pecsa). Čitava Transilvanija pripala je Rumunjkoj, tzv. Gornja Ugarska, odnosno Slovačka s potkarpatskim područjem, ušla je u sastav Čehoslovačke, a jedan manji dio pripao je i Poljskoj. Veći dio Gradišća pripao je nakon plebiscita Austriji.
Nove međunarodne granice odvojile su Mađarska industrijska postrojenja od osnovnih materijala, a mađarska industrija i poljoprivreda ostala se bez većeg dijela svoga tradicionalnog tržišta. Znatno su smanjeni izvori drvnog materijala, obradive površine smanjene su za 43 %, a drastično su smanjeni i izvori željezne rude. S druge strane, u Mađarskoj je ostalo oko 51 % stanovništva zaposlenog u industriji i oko 56 % industrije, od čega čak 82 % teške industrije, kao i 70 % banaka.
Horthy je u srpnju 1920. premijerom imenovao grofa Pála Telekija, čija je desničarska vlada ograničila primanje „politički nesigurnih elemenata“ na sveučilišta, što se najčešće odnosilo na Židove. Kako bi utišala seljačko nezadovoljstvo, vlada je razdijelila 3850 četvornih kilometara obradivog zemljišta manjim gazdinstvima. Telekijeva vlada morala je podnijeti ostavku nakon sukoba s Karlom IV. koji je polagao pravo na mađarsko prijestolje. To je dovelo do podjele na mađarskoj političkoj sceni koju je dobro znao iskoristiti grof István Betheln koji je osnovao novu Stranku jedinstva, a Horthy ga je imenovao premijerom. Nakon što ni u drugom pokušaju nije uspio doći na mađarsko prijestolje, u listopadu 1921. umro je Karlo IV.
Kroz sljedećih deset godina Bethlen je dominirao mađarskom politikom, reformiravši izborni zakon, zapošljavajući svoje pristalice u državnom aparatu i manipulirajući izborima u ruralnim područjima. Obnovio je red u zemlji dajući dobra mjesta radikalnim kontrarevolucionarima u zamjenu za prestanak nasilja protiv Židova i ljevičara. Već 1921. sklopio je sporazum sa socijal-demokratima i sindikatima, legalizirajući, između ostaloga, njihove aktivnosti i oslobodivši političke zatvorenike, u zamjenu za socijalni mir i prestanak širenja antimađarske propagande. Uveo je 1922. Mađarsku u Ligu naroda i počeo otklanjati njezinu međunarodnu izolaciju sklopivši 1927. sporazum o prijateljstvu s Italijom. Kroz cijelo razdoblje nastojanje oko revizije Trianonskog sporazuma bilo je vodeća linija mađarske politike koja je služila i za zataškavanje gospodarskih i unutarnjih političkih problema.
1932., u vrijeme Velike depresije političko je raspoloženje otišlo još desnije, a Horthy je premijerom imenovao Gyulu Gömbösa koji je Mađarsku uveo u užu suradnju s Njemačkom s kojom je potpisao sporazum kojim je mađarsko gospodarstvo izvučeno iz depresije ali je postalo i ovisno o Njemačkoj, kako u pogledu sirovina, tako i u pogledu tržišta.
Adolf Hitler Mađarskoj je ponekad obećavao povrat izgubljenih teritorija, a ponekad prijetio vojnom intervencijomi ekonomskim pritiskom, kako bi je natjerao na podršku nacističkoj politici. 1935. osnovana je i mađarska fašistička stranka. Gömbösev nasljednik na premijerskom mjestu Kálmán Darányi nastojao je smanjiti njemački pritisak, donijevši zakon kojim je židovska prisutnost po profesijama ograničena na 20 %, no to nije zadovoljilo ni Nijemce ni mađarske radikale. Nakon Darányijeve ostavke u svibnju 1938., premijer postaje Béla Imrédy koji je ispočetka nastojao poboljšati odnose s Velikom Britanijom, no nakon Anschlussa Austrije, u ožujku iste godine, ponovno je od jeseni prisiljen osloniti se na Treći Reich i Italiju. Kako bi si osigurao položaj na desnici, Imrédy je potiskivao sve suparnike, pa je i fašistička stranka zabranjena, a preustrojio je vladu na totalitarističkim osnovama i donio još oštriji Drugi židovski zakon. Taj je zakon potvrdila i sljedeća vlada na čelu s Pálom Telekijem.

### Drugi svjetski rat
██ Mađarska u granicama iz 1920.
██ Područja pridodana do sredine 1941.
Uoči i za vrijeme Drugog svjetskog rata mađarski je teritorij ponovno povećan, osobito Bečkim arbitražama. Već 1938. Mađarskoj je uz posredovanje Trećeg Reicha i Italije Prvom bečkom arbitražom vraćen južni dio Slovačke, a 1940. Drugom bečkom arbitražom i sjevernu Transilvaniju. 20. studenoga 1940. Mađarska pristupa Trojnom paktu, a u prosincu potpisuje i Sporazum o vječnom prijateljstvu s Kraljevinom Jugoslavijom. U travnju 1941., nakon puča u Jugoslaviji, Hitler traži od Mađarske potporu u napadu na tu zemlju. Teleki tada izvršava samoubojstvo, a premijer postaje desničarski radikal László Bárdossy koji vodi zemlju u rat, te zauzima Bačku, Prekmurje i Međimurje (NDH nije nikad priznala Mađarsku vlast u Međimurju).
1. srpnja 1941. Mađarska ulazi i u rat protiv Sovjetskog Saveza. Horthy prisiljava Bárdossyja na odstup, a premijer postaje Miklós Kállay koji i dalje daje podršku Njemačkoj, ali i započinje pregovore sa zapadnim Saveznicima. U Bitci kod Staljingrada mađarska vojska doživljava težak poraz. Nakon toga, svjestan mađarskoga približavanja Saveznicima, Hitler u ožujku 1944. odlučuje okupirati zemlju. Iz Mađarske je tada deportirano 437.402 Židova. U kolovozu Horthy imenuje antifašističkoga premijera, a u rujnu 1944. sovjetske snage prelaze mađarsku granicu. 15. kolovoza potpisano je primirje sa Sovjetskim Savezom, no mađarska se vojska nastavlja boriti. 20. siječnja 1945. nova privremena vlada sklapa ponovno primirje sa Sovjetskim Savezom, a sovjetske operacije u Mađarskoj službeno završavaju 4. travnja iste godine.

## Narodna Republika Mađarska

### Uvođenje komunističkog sustava
Nakon Pariške mirovne konferencije održane 1946., Mađarska potpisuje Pariški mirovni sporazum kojim se ponovno vraća u granice od prije 1938., uz manje teritorijalne ustupke Čehoslovačkoj. Polovica njemačkoga stanovništva deportirana je u Njemačku, a s Čehoslovačkom provedena je prisilna zamjena stanovništva. Na prvim izborima, u studenome 1945. komunisti osvajaju samo 17 % glasova, no sovjetska vojna uprava stvara koalicijsku vladu u kojoj komunisti zauzimaju ključne pozicije. 1. veljače 1946. Mađarska se proglašava republikom, a prvi je predjsednik vođa Maloposjedničke stranke Zoltán Tildy. Komunistički vođa László Rajk postaje ministar unutarnjih poslova i utemeljuje tajnu policiju. Od veljače sljedeće godine počinju uhićenja članova Maloposjedničke i Seljačke Stranke. Spajanjem komunista i socijal-demokrata nastaje Mađarska radnička stranka, koja te godine na izborima postaje najjača pojedinačna stranka. 18. kolovoza 1949. novim ustavom Mađarska postaje Narodna Republika Mađarska s uređenjem po uzoru na sovjetski ustav iz 1936. Otada počinje staljinistička vlast u Mađarskoj koju provodi Mátyás Rákosi, a u čistkama strada i Rajk. Na doživotni zatvor osuđen je i kardinal József Mindszenty.

### Revolucija 1956. i „gulaš komunizam“
Nakon niza namještenih sudskih procesa, a u novom ozračju koje je vladalo u Sovjetskom Savezu nakon Staljinove smrti i dolaska na vlast Nikite Hruščova, 1956. dolazi do protesta u Budimpešti, a na čelo zemlje dolazi Imre Nagy, dok vodstvo partije preuzima János Kádár. Oslobođeni su politički zatvorenici, tisak je dobio slobodu, a navijštene su i ostale političke slobode, kao i istupanje iz Varšavskog pakta.
4. studenoga 1956. Hruščov šalje u Mađarsku Crvenu armiju koja osvaja sve strateški važne točke, a mađarske su snage brzo poražene. Kádár je već ranije bio odveden u Moskvu, gdje je nakon ucjena i nagovaranja prihvatio prijeći na sovjetsku stranu. Nagy je uhićen, nakon što je povjerovavši obećanju o osobnoj sigurnosti napustio svoje sklonište u jugoslavenskom veleposlanstvu. Pogubljen je 1958.
Razdoblje od 1962. do 1988., kroz koje je na vlasti bio János Kádár, poznato je kao razdoblje „gulaš komunizma“, jer je proveden niz reformi, a Mađarska je smatrana jednom od najslobodnijih zemalja istočnoga bloka. 1988. Kádár se povlači, a zamjenjuje ga kao partijski vođa Imre Pozsgay. 1989. parlament donosi „demokratski paket“, kojim se dozvoljava slobodno osnivanje sindikata, sloboda udruživanja i okupljanja i sloboda tiska, ako i novi izborni zakon. U listopadu iste godine provedena je i korijenita promjena ustava. U travnju je već Sovjetski Savez potpisao s Mađarskom sporazum o povlačenju jedinica sovjetske vojske iz te zemlje do lipnja 1991.
U listopadu 1989. komunisti održavaju svoj posljednji kongres i utemeljuju Mađarsku socijalističku stranku, a parlament donosi odluku o višestranačkim izborima, dok je ime zemlje promijenjeno u Republika Mađarska.

## Republika Mađarska od 1990.
Na prvim slobodnim parlamentarnim izborima, održanim u svibnju 1990. komunisti su izgubili vlast, a vladu formira koalicija narodnjaka, desnog centra i liberalnih stranaka. Premijer postaje József Antall. U zemlju se uvodi tržišna ekonomija, a započinje i približavanje Europskoj uniji. U ovom razdoblju stanovništvo osjeća pad životnog standarda, a dolazi i do porasta nezaposlenosti. 1991. zemlja postaje, zajedno s Čehoslovačkom i Poljskom članica Višegradske skupine, a 1999. i članica NATO-a.
Od 1. svibnja 2004. Mađarska je punopravna članica Europske unije.

### Encyclopaedia Humana Hungarica(1–5)
- Emese saga : Hungarian prehistory from the beginnings to King St. Stephen (1038)
- The Vazul-line : Kings of the Árpád dynasty after St. Stephen (1038-1301)
- Knight kings : The Anjou- and Sigismund age in Hungary (1301-1437)
- Pannonian Renaissance : The Hunyadis and the Jagello age (1437-1526)
- Cross and crescent : The Turkish age in Hungary (1526-1699)

### Ostali
- Grundzüge der Geschichte Ungarns. Wissenschaftliche Buchgesellschaft, Darmstadt 1990, ISBN 3-534-00690-9
- Holger Fischer, Konrad Gündisch: Eine kleine Geschichte Ungarns. edition suhrkamp, Frankfurt am Main 1999, ISBN 3-518-12114-6
- István Lázár: Kleine Geschichte Ungarns. Corvina, Budapest 1989, ISBN 963-13-4293-X
- Paul Lendvai: Die Ungarn. Eine tausendjährige Geschichte. Goldmann, München 2001, ISBN 3-442-15122-8
- Miklós Molnár: Geschichte Ungarns. Von den Anfängen bis zur Gegenwart. Hg. und Übersetzung von Bálint Balla. Reinhold Krämer, Hamburg 2004, ISBN 3-89622-031-4

## Vanjske poveznice
- Izvorni dokumenti za povijest Mađarske
- Povijesni zemljovidi Mađarske
- Slovakia Genealogy Research Strategies Sela navedena u ugarskom popisu 1828. godine